# Lakhna
Lakhna là một thị xã và là một nagar panchayat của quận Etawah thuộc bang Uttar Pradesh, Ấn Độ.

## Địa lý
Lakhna có vị trí 26°39′B 79°09′Đ / 26,65°B 79,15°Đ Nó có độ cao trung bình là 143 mét (469 feet).

## Nhân khẩu
Theo điều tra dân số năm 2001 của Ấn Độ, Lakhna có dân số 10.452 người. Phái nam chiếm 52% tổng số dân và phái nữ chiếm 48%. Lakhna có tỷ lệ 69% biết đọc biết viết, cao hơn tỷ lệ trung bình toàn quốc là 59,5%: tỷ lệ cho phái nam là 73%, và tỷ lệ cho phái nữ là 64%. Tại Lakhna, 15% dân số nhỏ hơn 6 tuổi.